# Fagonia sinaica
Fagonia sinaica är en pockenholtsväxtart som beskrevs av Pierre Edmond Boissier. Fagonia sinaica ingår i släktet Fagonia och familjen pockenholtsväxter.

## Underarter
Arten delas in i följande underarter:
- F. s. albiflora
- F. s. kahirina
- F. s. longipes
- F. s. minutistipula
- F. s. pseudocretica